# Grohmann-Archiv
Das Will-Grohmann-Archiv ist Teil der Kunstarchive der Staatsgalerie Stuttgart. 
Der Nachlass des Kunstkritikers Will Grohmann mit einem Umfang von rund 100.000 Dokumenten wurde nach Grohmanns Tod auf seinen Wunsch der Staatsgalerie Stuttgart angeboten und von dieser erworben.  Dazu zählte auch seine Handbibliothek. Letztere wurde bis auf die Kleinkataloge, die an das Archiv gelangten, in die Bibliothek des Museums integriert; Doubletten wurden an das Deutsche Literaturarchiv in Marbach abgegeben. Die Graphiken aus dem Besitz Grohmanns waren nicht Bestandteil des Kaufes und befinden sich nicht im Archiv, sie gingen als Vermächtnis nach dem Tod der zweiten Ehefrau an die Graphische Sammlung der Staatsgalerie Stuttgart. 
Der Briefwechsel mit deutschen Künstlern der Vorkriegszeit wie z. B. Paul Klee oder Ernst Ludwig Kirchner umfasst mehrere tausend Seiten, dazu treten sehr große Bestände zu jungen europäischen Künstlern der Nachkriegszeit. Ferner gibt es umfangreiche Korrespondenzen zu „Kunstleuten“ wie Verlegern, Galeristen, Sammlern, Kritikern und anderen, sowie Manuskripte und Typoskripte zu den Publikationen Grohmanns. Darüber hinaus sind Bestände zu AICA, der internationalen Kunstkritikerorganisation, und zum Ausstellungswesen der Jahre 1910 bis 1968 vorhanden. Nach dem im Jahr 2009 erfolgten Umzug der Kunstarchive erfolgte eine Neuaufstellung, die seither von einer Erfassung der größtenteils noch nicht publizierten Dokumente begleitet wird.